# Sandvitxera

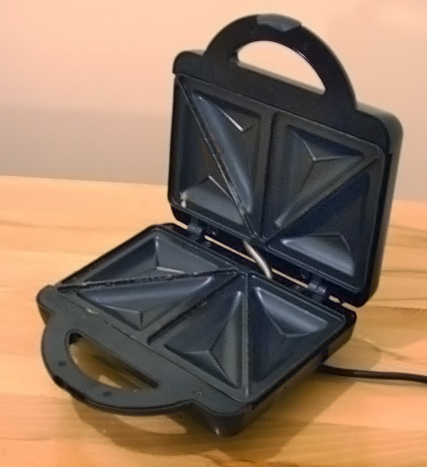
Una torradora de sandvitx Bifinett oberta

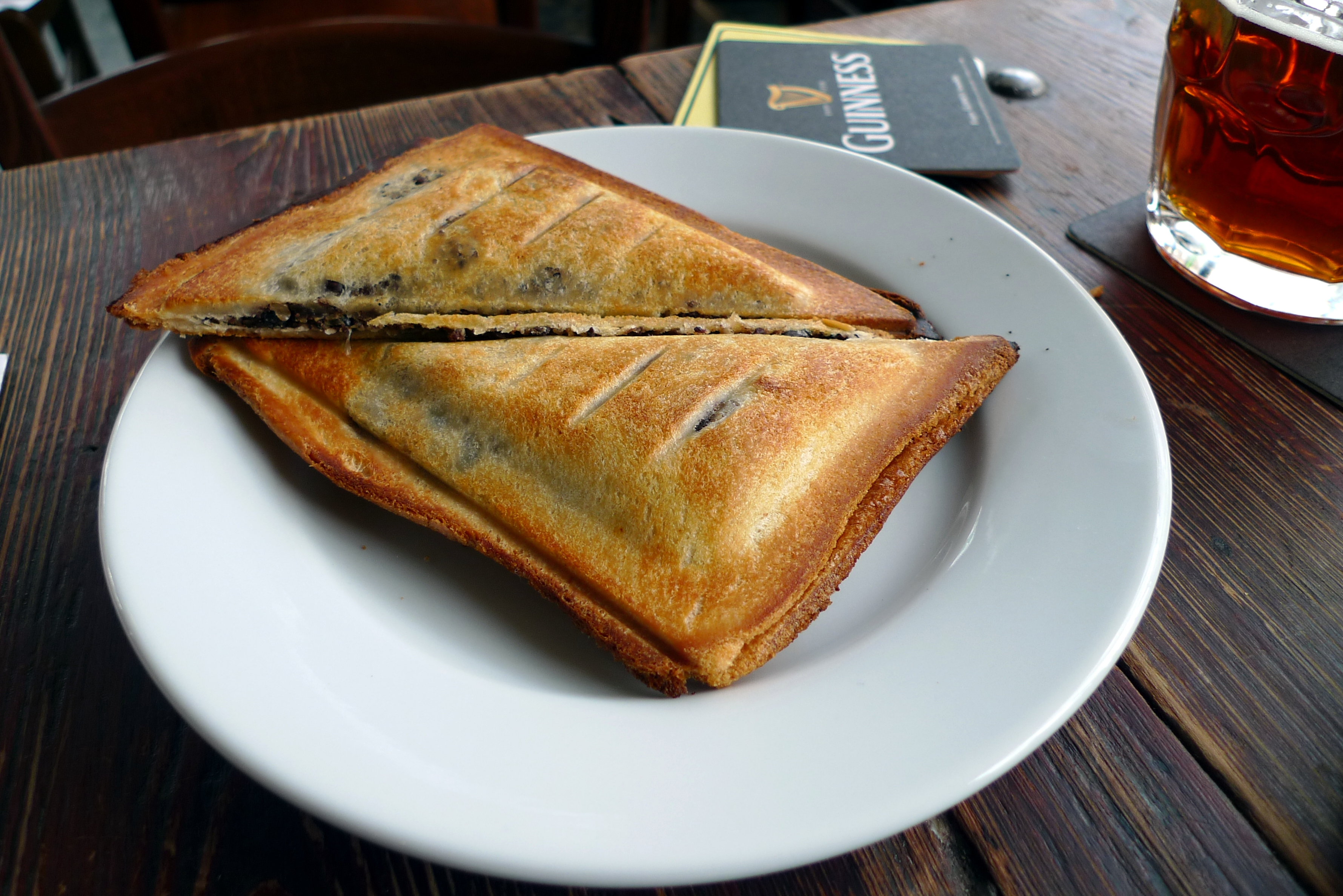
Entrepans torrats fets amb una sandvitxera

Una sandvitxera, és una mena de torradora que serveix per fer sandvitxos calents. Consta de dues plaques còncaves, rodones o quadrades, de ferro colat o d'alumini amb nanses llargues. El seu disseny de "clamshell" s'assembla al d'una planxa de gofres, però sense el patró de bresca d'aquest aparell. Les planxes de pastissos s'utilitzen per escalfar, torrar i segellar l'entrepà.

## Nom
El tipus més comú a la majoria de països són els models de taulell amb calefacció elèctrica, i els noms varien d'un lloc a un altre. Al Regne Unit, la sandvitxera es coneix com a "toastie maker" o "toasted sandwich maker", i a altres llocs: "jaffle iron". A Sud-àfrica, es diuen Snackwitches, a partir d'una marca de torradora que va ser popular al seu dia.

## Orígens
Als Estats Units, el Tostwich és possiblement la primera sandvitxera que es remunta a abans de 1920. No obstant això, no va ser patentada fins al 3 de març de 1925 (sol·licitat el 26 de maig de 1924). Va ser inventada per Charles Champion, els altres invents del qual inclouen una màquina de crispetes per a la producció massiva de crispetes.
La planxa jaffle original de la marca Jaffle va ser dissenyada i patentada l'any 1949 pel Dr Earnest Smithers de Bondi, Austràlia. La planxa australiana i sud-africana original era més petita, de la mateixa mida que una llesca de pa quadrat, i estava dissenyada per utilitzar en un foc o sobre una estufa

## Funcionament

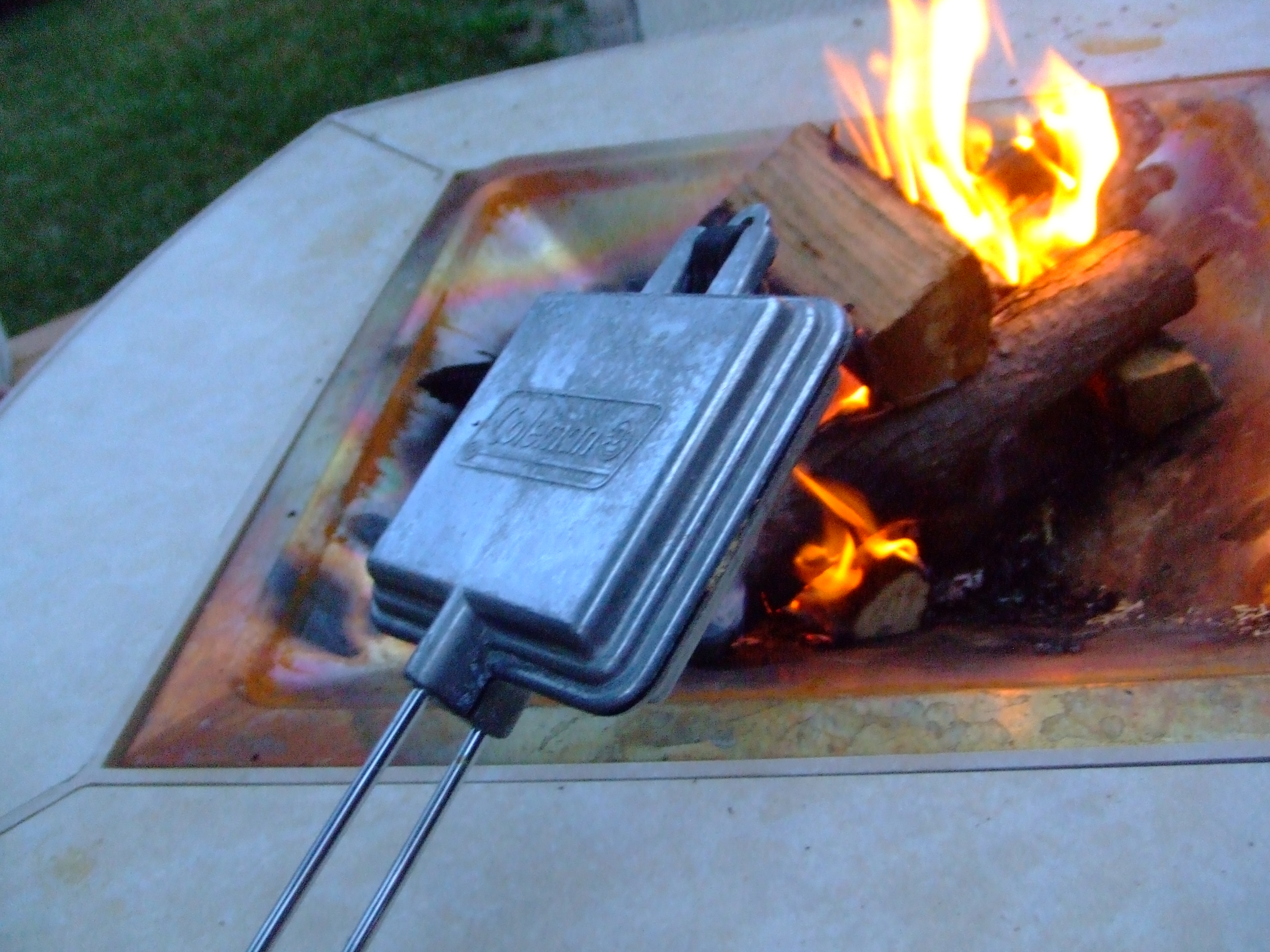
Planxa sobre una foguera

Les versions modernes de sandvitxera solen ser més domèstiques, i més refinades, amb subdivisions que permeten unir parells de llesques de pa al voltant dels farcits per formar entrepans farcits. Una combinació de calor i pressió segella el pa a les vores exteriors. De vegades se li aplica oli, mantega o margarina a la superfície del pa de motlle perquè no torrin els extrems. S'han de treure el que hagi estat cuinat amb una espàtula de plàstic, en cas contrari aquesta es ratllarà i perdrà la capa de pintura de Tefló
Les versions per posar al foc estan fetes de ferro colat i es poden cuinar amb brases, flames obertes o una estufa, però es fabriquen versions lleugeres d'alumini, que generalment estan recobertes amb una superfície antiadherent com a ajuda de neteja.
Un cop l'aparell està calent, l'entrepà es pot muntar, amb la part untada del pa cap a fora contra les plaques metàl·liques amb el farcit a dins. Això produeix una torrada més cruixent i ajuda a evitar que el pa s'enganxi. Alternativament, el pa es pot col·locar dins sense mantega, la qual cosa produeix una torrada més masticable.

## Variants

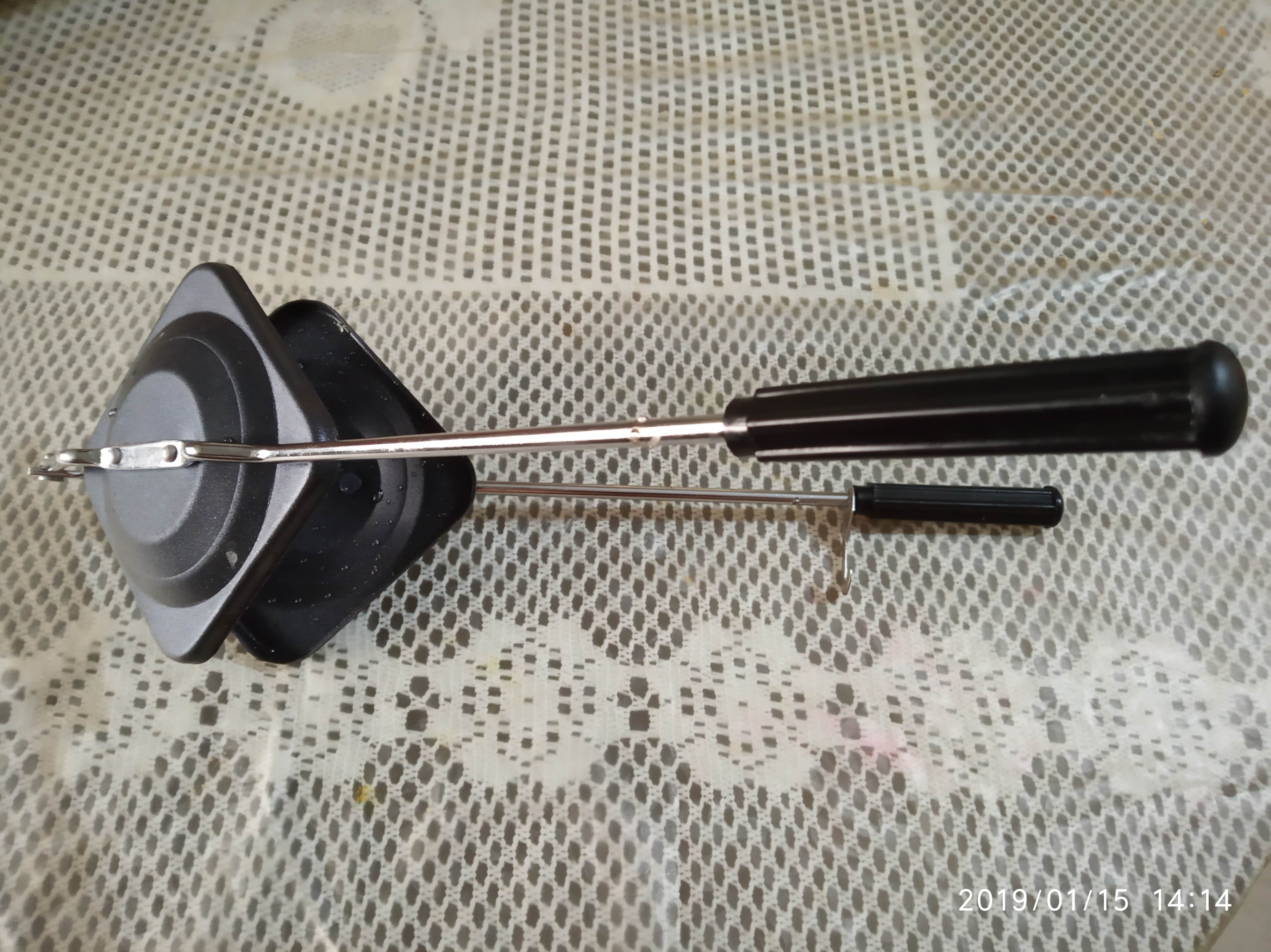
Torradora índia de sandvitx

- Els drets adquirits per John O'Brien per a l'empresa australiana d'estris de cuina Breville a la dècada de 1970[4] ha fet que, a l'entorn anglosaxó, de vegades s'utilitzi el nom de Breville de manera epònima per descriure tant l'aparell com el producte sandvitx torrat i segellat.[5]
- Al Regne Unit, l'aparell és conegut per ser poc utilitzat. Una enquesta realitzada el 2005 va suggerir que el 45% dels adults britànics posseeixen, però no fan servir, torradores de sandvitx.[6]
- A l'Índia, s'utilitzen les torradores de flama oberta per torrar entrepans, i els diuen: "entrepans Bombai".[7]